# Хорунжий Юрій Михайлович

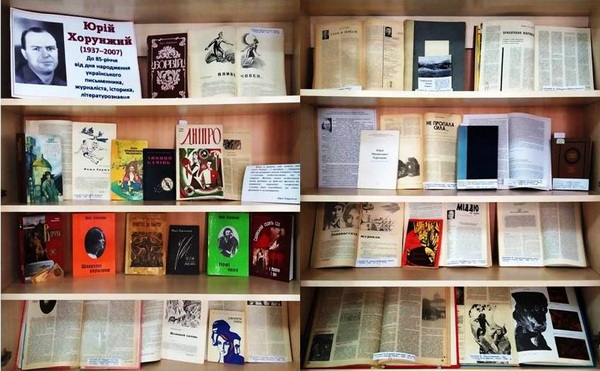
Виставка присвячена 85-річчю від дня народження Ю. М. Хорунжого у м. Києві

Ю́рій Миха́йлович Хору́нжий (* 5 серпня 1937, Київ — † 4 грудня 2007) — український письменник.

## Життєпис

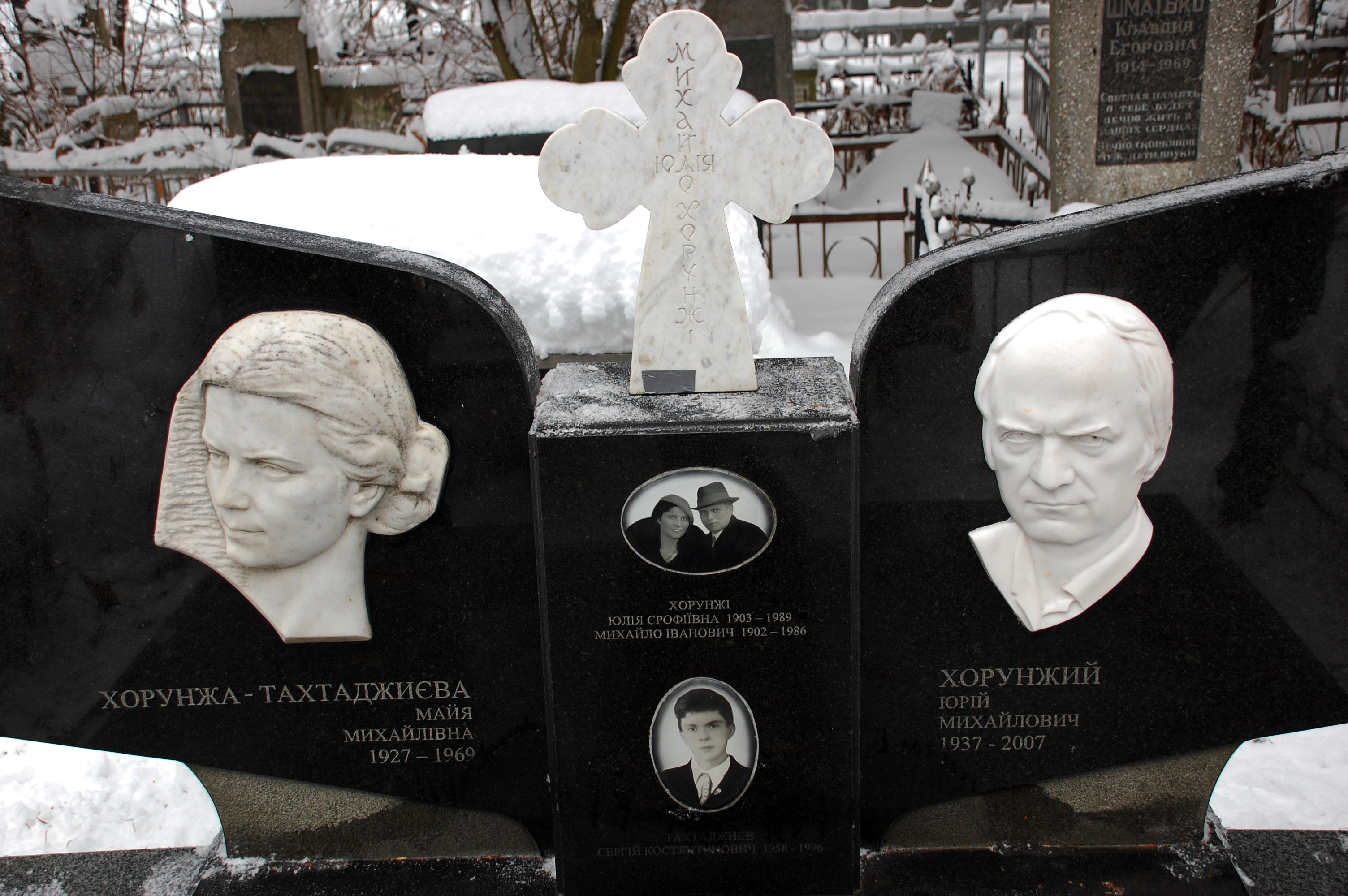
Родова могила Хорунжих на Київському міському кладовищі «Берківці»

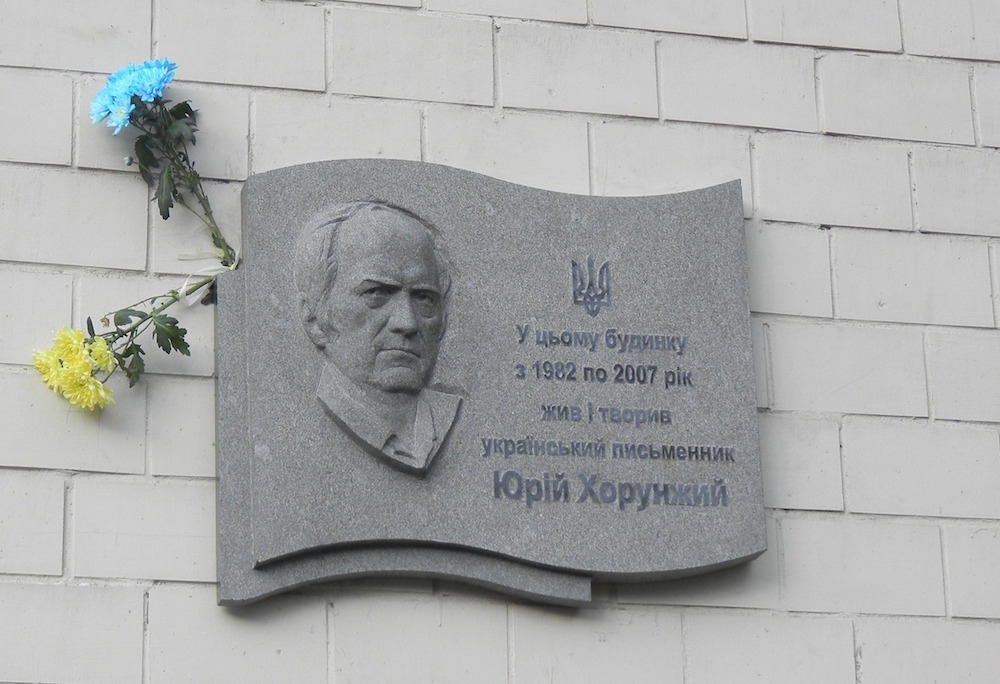
Меморіальна дошка Юрію Хорунжому в Києві по вул. Олеся Гончара.

Народився в Києві 5 серпня 1937 року в сім'ї педагогів. Батько, Михайло Іванович Хорунжий (1902–1986), викладач української мови і літератури у вищих і середніх навчальних закладах Херсона, Сум і Києва. Двічі зазнав політичних репресій — у 1929–1930 роках (у «справі СВУ») і у 1946–1956 років. Цілком реабілітований посмертно 1990 року. Новеліст і перекладач. Мати, Хорунжа (до шлюбу Татарова) Юлія Єрофіївна (1903–1989), викладачка біології і географії у школі. Сестра, Хорунжа Майя Михайлівна (1927–1969), дитяча лікарка (педіатр). Прадід — Олексій Хорунжий був козацького стану, народився і проживав у селі Золота Балка на Херсонщині, тепер Нововоронцовського району, колишньому козацькому зимівнику, а його дружина, прабаба Євгенія, походила з князівського роду Святополків-Михайлівських. До речі, назва Золота Балка походить від того, що там козаки знаходили скіфське золото, ці знахідки задокументовано у книжках з археології України. Дід Іван Хорунжий орендував поблизу Золотої Балки ділянку Дніпра і там рибалив. Стара частина села затоплена Каховським морем, а нова перенесена нагору. Село матері Юрія Хорунжого Євгенівка тепер Снігурівського району Миколаївської області збереглося у первісному вигляді, її батько, Єрофій, був заможний селянин, мав добре господарство. Ще 1984 року, коли Юрій Михайлович побував разом із мамою в селі, в дідовій, хаті, де народилася мама, знаходилася сільська школа, а кам'яні льохи на дідовому обійсті слугували шкільним потребам, збереглися і залишки великого саду, що його посадив Єрофій Татаров. 1929 чи 1930 року він був розкуркулений і разом з дружиною Гликерією висланий із Євгенівки, а майно, будівлі, сад — забрані владою…
Юрій Хорунжий закінчив 7 класів 95-ї київської школи та у 1951 році вступив на навчання до Київського геологорозвідувального технікуму, який закінчив у 1954 році. Був направлений на роботу до Тульської геофізичної експедиції, водночас продовжував підвищувати рівень своєї освіти заочно — у Московському інституті нафтохімічної і газової промисловості ім. Губкіна, який закінчив у 1962 році, здобувши диплом інженера-геофізика. 
Від 1955 по 1978 роки працював у геофізичних і геологічних експедиціях на території Росії, Казахстану, України — на посадах техніка, інженера, головного механіка (в Інституті геофізики АН України), начальника пошукових партій. 1977 року став членом Спілки письменників України. 1979–1982 років працював старшим редактором журналу «Україна». 1982–1995 років перебував на творчій роботі як письменник. 1995–1996 років працював директором Бюро пропагування художньої літератури при Спілці письменників України.
У 1997 році вийшов на пенсію за віком.
1991–1998 років — голова творчого об'єднання київських прозаїків — на громадських засадах. 1987–1991 pp. працював у приймальній комісії Київської організації Спілки письменників України. 
1988 року був обраний заступником голови республіканської комісії «Письменник і екологія» (голова — Юрій Щербак). Від 1988 до 2000 року — заступник голови клубу «Літописець» при Спілці письменників (голова - Валерій Шевчук), а від 2001 року — голова клубу. Усе — на громадських засадах.
1989 року подав заяву до письменницької організації Народного руху України за перебудову.
Їздив у творчі відрядження до Болгарії (1989) і Чехії (1991), також на міжнародну конференцію до Праги (1995), де прочитав доповідь «Празька українська історіографічна школа».
У Києві і в Україні брав участь у багатьох конференціях (а ще 1973 року — у геологічній конференції в Ташкенті з доповіддю).
Упродовж 1988–1991 років брав участь у багатьох демонстраціях, мітингах, походах та інших акціях (у тім числі й у день проголошення незалежності України 24 серпня 1991 року під стінами Верховної Ради разом із дружиною Марією Положевець і сином Олексієм Хорунжим) заради становлення Української держави. Так само й у своїх історико-публіцистичних статтях у цей період, загальний наклад яких, не враховуючи книжок, сягнув понад 2 000 000 примірників, пропагував ідею самостійності українського народу.
Аспірантка Київського педагогічного університету імені Михайла Драгоманова Аліса Меншій працювала над науковою дисертацією «Романи Юрія Хорунжого і українська історико-біографічна проза 60-90-х років XX століття», яку захистила 2003 року.
З червня 2003 року в приміщенні Київського Будинку вчителя відбувся творчий вечір (ведучий — Юрій Мушкетик), а також обговорення роману Юрія Михайловича «Вірую», організоване Державною науково-педагогічною бібліотекою України.

## Творчість
Юрій Михайлович — автор шістнадцяти повістей, низки новел (близько сорока) з життя молоді, геологів, на історичну тематику, автор п'ятьох романів та сімдесяти есеїв-портретів.
Окремими книжками побачили світ:
- «Вісім місяців — лише мить» (1967),
- «Дзвонити тричі» (1971),
- «Давні мелодії» (1971),
- «Дивний камінь» (1976),
- «Шість балів за впертість» (1982),
- «Гонитва до мосту» («Скіфи», 1983, у співавторстві з Володимиром Жмирем),
- «Ярмарок у Дрогобичі» (1984),
- «Глаза в зеркале» (Москва, 1984, переклади на російську повістей та оповідань Хорунжого),
- «Літа надій» (1986),
- «Борвій» (1987),
- «Коли промовляють фальконети» (1988),
- «Чуєш, брате мій» (1989),
- «Таємна грамота» (1990),
- «Серця міддю не окути» (1990),
- «Людям мила» (1993),
- «Злет і заземлення Григорія Полетики» (1994),
- «Сага про Ярославових доньок» (1997, у співавторстві з Юрієм Якимівим),
- «Українські меценати. Доброчинність — наша риса» (2001),
- «Вірую» (2001),
- «Микола Плав'юк. Україна - життя моє. Т. 1. Від селянського сина — до державника» (у співавторстві з Віктором Тереном, 2002),
- «Шляхетні українки» (2003),
- «Любов маєш — маєш згоду» (2003),
- «Мужі чину» (2005),
- «Садовський садить сад - з Марією і без» (2005).

Крім того, він один з авторів кількох десятків гуртових книжок і збірників або автор передмов до них, зокрема і виданого в Москві збірника «Приключения-79» (1979), де вміщено його з В. Жмирем переклад з української спільної історичної повісті «Скифы», до речі, першого у світі художнього прозового твору на цю тему. Нещодавно за чиєюсь ініціативою повість «Скіфи» заведено в Інтернет.
Частину художніх творів і літературознавчих та публіцистичних статей Хорунжого перекладено на англійську і російську мови.
У періодичній пресі надрукував понад 400 статей, досліджень про життя і творчість видатних діячів культури і науки та української історії, зокрема репресованих, рецензії на книжки інших авторів, кілька наукових і науково-популярних статей із геофізичної науки та екологічних проблем.
Упорядкував і підготував до друку десять художніх і документальних книжок інших авторів:
- «Дерево пам'яті», вип. З, 1991; вип. 2, співупорядник з Валерієм Шевчуком, 1992;
- «Опера СВУ — музика ГПУ», 1992;
- «Валерій Марченко. Листи до матері з неволі», співупорядник із Ніною Марченко-Смужаницею, 1994;
- «Марія», 1999;
- «Людмила Старицька-Черняхівська. Вибрані твори», вступна стаття, примітки, 2000;
- «Володимир Косовський. Дума денна й нічна», 2001;
- «10 років роботи комісії Київради з питань поновлення прав реабілітованих», 2001;
- «Василь Гурдзан. Публіцистика», 2001;
- «Співець душі народної» (співупорядник з Л. Пархоменко і Т. Неліною), 2003.

У 1991–2007 роках на громадських засадах редагував журнал «Зона» — видання Всеукраїнського товариства колишніх політичних в'язнів і репресованих.

## Нагороди
1990 року Ю. М. Хорунжий нагороджений літературною премією імені Андрія Головка за найкращу книжку року — «Серця міддю не окути». 30 листопада 2000 року отримав подяку голови Київської міської державної адміністрації за «вагомий внесок у створення духовних і матеріальних цінностей та досягнення високої майстерності у професійній діяльності».
За дилогію «Українські меценати. Доброчинність — наша риса» і «Шляхетні українки» удостоєний літературно-мистецької премії імені Володимира Косовського (2004).
Згідно з Указом Президента України Віктора Ющенка від 26 листопада 2005 р., Ю. Хорунжого нагороджено орденом «За заслуги» як письменника і головного редактора часопису «Зона».

## Сім'я
Перший шлюб Юрій Хорунжий взяв із Ніною Олександрівною Мілько (1936-2018) — інженеркою-геофізиком, працювала в науково-дослідному інституті та управлінні «Укрнафта».
Другий шлюб — з Марією Федорівною Положевець (1943–1996), інженеркою-геоморфологом, працювала у Львівській філії інституту «Теплоелектропроект», Інституті геологічних наук АН України, інституті «Укргеолбудматеріали», Геологічних фондах України, референткою народного депутата Мирослава Горбатюка, на громадських засадах — головою Київського відділення Союзу українок.
Від першого шлюбу Хорунжий мав сина Олексія Хорунжого (нар. 1964 року), інженера, журналіста, працював в інституті «Укргеолбудматеріали», журналі «Вугілля України», газеті «Гарт», «Спортивній газеті», займав посаду комерційного директора «Робітничої газети», член Національної спілки журналістів України. Він має двох синів — Юрія Хорунжого (народився 1987 року), який закінчив економічний факультет та факультет історії політології та міжнародних відносин Чернівецького національного університету імені Юрія Федьковича, проживає в місті Київ та працює керівником пресслужби Громадянської мережі ОПОРА [Архівовано 27 лютого 2022 у Wayback Machine.], та сина Олеся Хорунжого (народився 1998 року), проживає в Києві, закінчив факультет зв'язків із громадськістю та реклами Київського національного університету культури та мистецтв, журналіст.